# Mosty Mieszczańskie
|  |
|  |

Mosty Mieszczańskie – zespół dwóch położonych obok siebie mostów, przerzuconych we Wrocławiu nad Odrą, jednym z jej ramion, tzw. Odrą Północną, pomiędzy Kępą Mieszczańską a prawym (na tym odcinku – wschodnim) brzegiem rzeki. Oba są dwuprzęsłowe, tramwajowo-drogowe i umieszczone prawie równolegle do siebie.
Starszy, z roku 1876, ma ażurową konstrukcję kratownicową z górnym pasem o kształcie zbliżonym do parabolicznego, stalową, nitowaną. Nazwany był na cześć niemieckiego cesarza Wilhelma – Wilhelmsbrücke. Przęsła tego mostu mają długość 62 m każde, szerokość mostu wynosi 13,87 m. Obecnie prawie całkowicie wyłączony z użytku, służy jedynie jako przelotowa bocznica dla oczekującego na wezwanie tramwaju rezerwowego, a także jako trasa spacerowa piesza i rowerowa. Jako zabytek inżynieryjny objęty jest ochroną prawną.
W roku 1997 oddano do użytku nowy Most Mieszczański: prowadzą przezeń po trzy pasy ruchu samochodowego w obu kierunkach i (pośrodku) podwójne torowisko tramwajowe oraz na obu krawędziach chodniki. Konstrukcyjnie każdy pas jezdni oraz dwukierunkowe torowisko stanowią trzy oddzielne budowle wsparte na wspólnym środkowym filarze. Długość każdego z przęseł tego mostu wynosi 65 metrów. Wraz z również nowo wybudowanym Mostem Dmowskiego prowadzącym w kierunku ulicy Długiej przejął część ruchu tranzytowego w kierunku Leśnicy, Środy Śląskiej i dalej, do Legnicy lub Lubina.